# Tsjepelare
Tsjepelare (Bulgaars: Чепеларе) is een gemeente en skiresort in de oblast Smoljan in het zuiden van Bulgarije in centrale gedeelte van het Rodopegebergte en gelegen aan de oever van de rivier de Tsjepelare. De plaats is een populaire winterbestemming met een van de langste skipistes in zuidoost Europa en ligt niet ver van Pamporovo.

## Geografie
De gemeente Tsjepelare is gelegen in het noordelijke deel van de oblast Smoljan. Met een oppervlakte van 365,44 km² is het de derde van de 10 gemeenten van de oblast, oftewel 11,45% van het grondgebied. De grenzen zijn als volgt:
- in het zuiden - gemeente Smoljan;
- in het westen - gemeente Devin;
- in het noorden - gemeente Rodopi en gemeente Asenovgrad, oblast Plovdiv;
- in het oosten - gemeente Laki, oblast Plovdiv.

## Bevolking
In 2020 telde de stad Tsjepelare 4.668 inwoners, terwijl de gemeente Tsjepelare 6.450 inwoners had. Chvojna (337 inw.), Pavelsko (545 inw.) en Zabardo (365 inw.) zijn, naast de stad Tsjepelare, de grotere plaatsen in de gemeente.
|          | 1934   | 1946   | 1956   | 1965   | 1975   | 1985   | 1992   | 2001  | 2011  | 2020  |
| -------- | ------ | ------ | ------ | ------ | ------ | ------ | ------ | ----- | ----- | ----- |
| Stad     | 3 132  | 3 482  | 3 730  | 4 646  | 5 970  | 6 224  | 4 668  | 5 670 | 5 381 | 4 668 |
| Gemeente | 11 443 | 11 926 | 11 785 | 11 107 | 11 801 | 11 073 | 10 555 | 6 232 | 7 720 | 6 450 |

### Religie
De laatste volkstelling werd uitgevoerd in februari 2011 en was optioneel. Van de 7 720 inwoners reageerden er 5 924 op de volkstelling. Van deze 5 924 ondervraagden waren er 4 521 lid van de Bulgaars-Orthodoxe Kerk, 649 waren moslim en 201 waren niet religieus. De rest van de bevolking had een andere geloofsovertuiging of heeft helemaal geen religieuze overtuiging opgegeven. 
| Religieuze samenstelling in februari 2011 | Religieuze samenstelling in februari 2011 | Religieuze samenstelling in februari 2011 | Religieuze samenstelling in februari 2011 | Religieuze samenstelling in februari 2011 |
| ----------------------------------------- | ----------------------------------------- | ----------------------------------------- | ----------------------------------------- | ----------------------------------------- |
|                                           |                                           |                                           |                                           |                                           |
| Bulgaars-Orthodoxe Kerk                   | Bulgaars-Orthodoxe Kerk                   |                                           | 76,32%                                    | 76,32%                                    |
| Katholieke Kerk                           | Katholieke Kerk                           |                                           | 0,27%                                     | 0,27%                                     |
| Protestantisme                            | Protestantisme                            |                                           | 0,15%                                     | 0,15%                                     |
| Islam                                     | Islam                                     |                                           | 10,96%                                    | 10,96%                                    |
| Geen                                      | Geen                                      |                                           | 3,39%                                     | 3,39%                                     |
| Anders/ Onbekend                          | Anders/ Onbekend                          |                                           | 8,91%                                     | 8,91%                                     |

## Gemeentelijke kernen
De gemeente Tsjepelare bestaat uit 13 nederzettingen:
| - Bogoetevo - Drjanovets (ontvolkt) - Chvojna - Lilekovo - Malevo | - Orechovo - Ostritsa - Pavelsko - Progled | - Stoedenets - Tsjepelare (hoofdplaats) - Zabardo - Zornitsa |

## Afbeeldingen

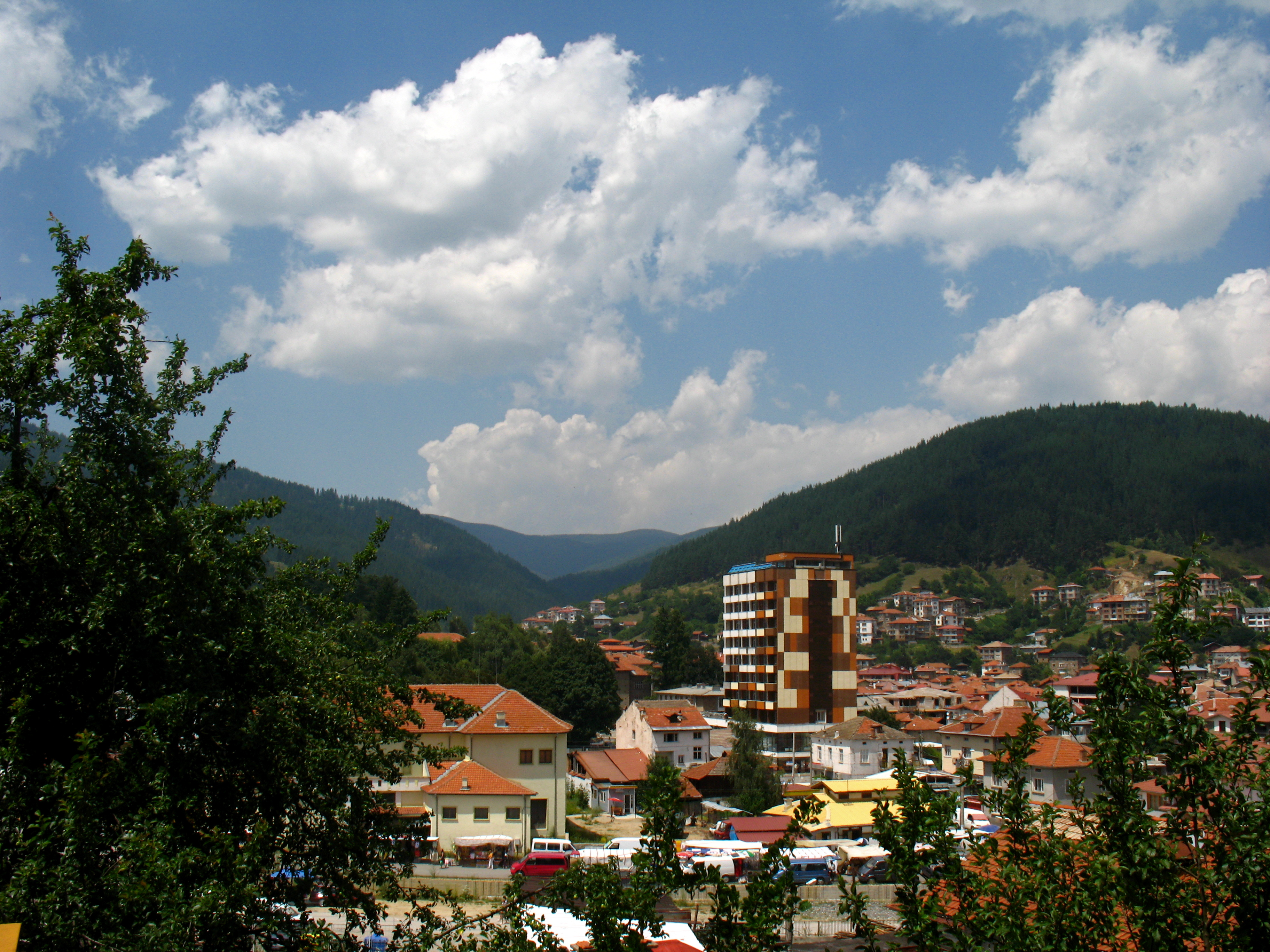
Uitzicht op de stad Tsjepelare
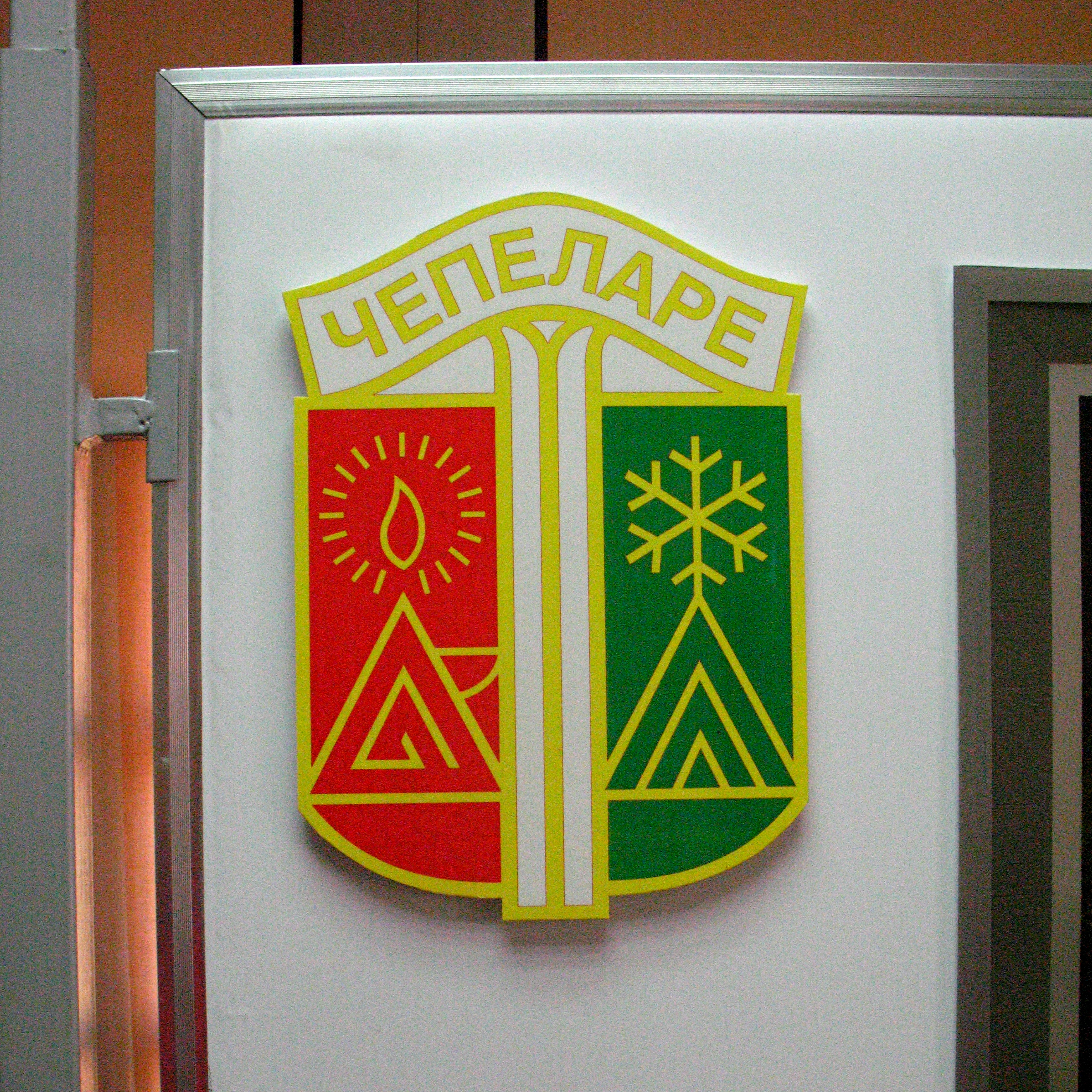
Het wapen van Tsjepelare
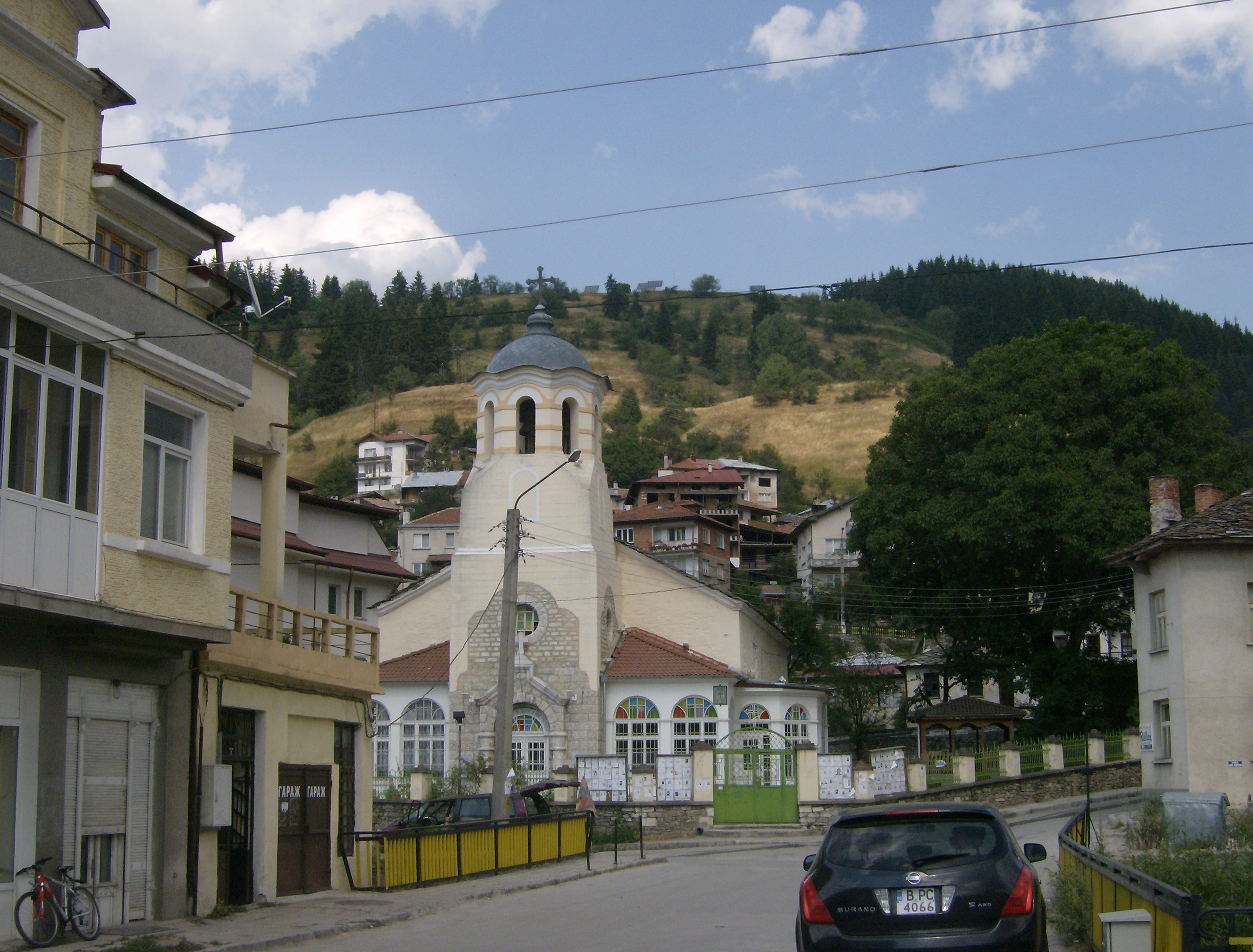
Een kerk in Tsjepelare
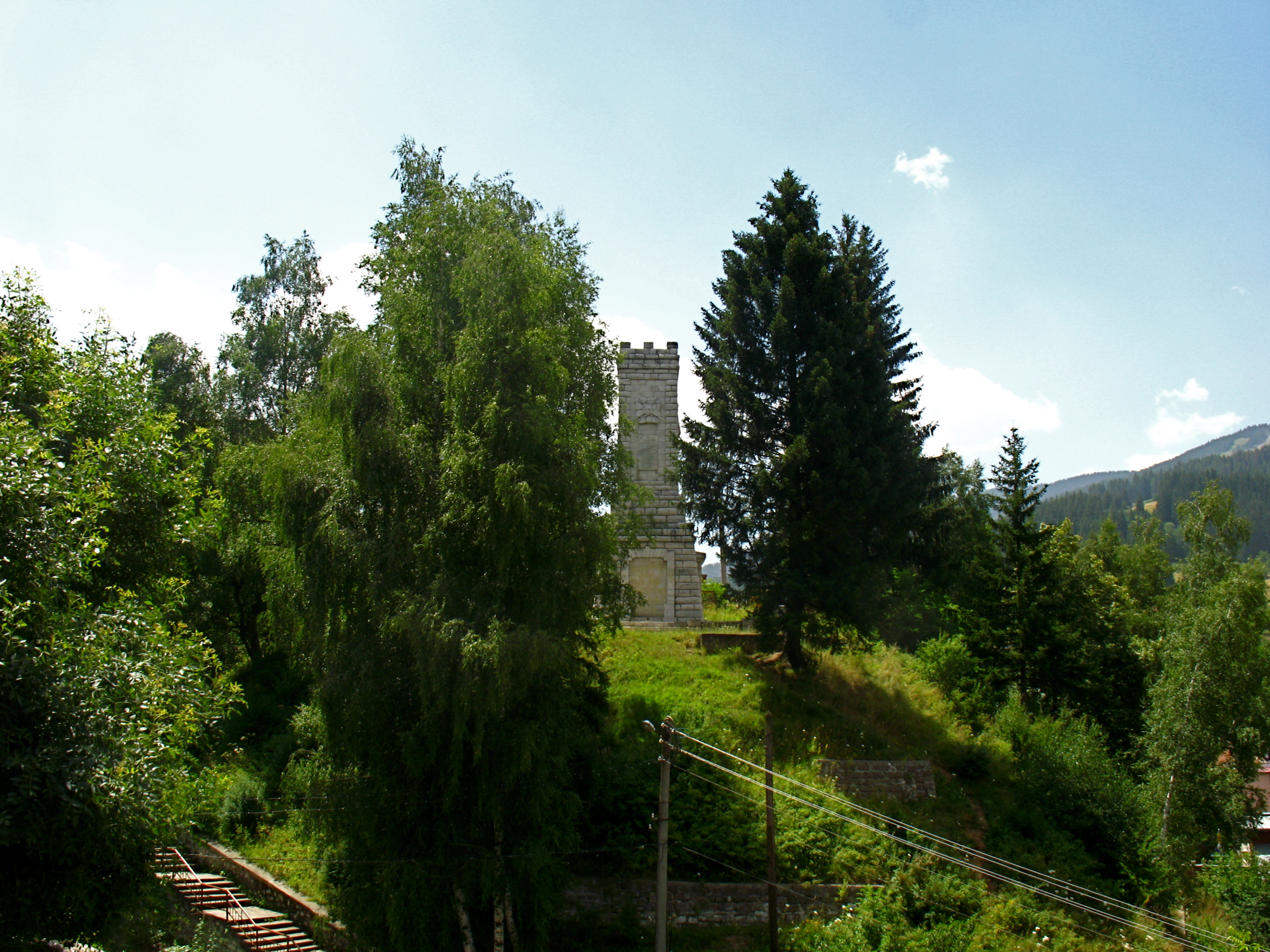
Monument

Banite · Borino · Devin · Dospat · Madan · Nedelino · Roedozem · Smoljan · Tsjepelare · Zlatograd